# Degeneria vitiensis
Degeneria vitiensis är en tvåhjärtbladig växtart som beskrevs av L. W. Bailey och A. C. Smith. Degeneria vitiensis ingår i släktet Degeneria, och familjen Degeneriaceae. Inga underarter finns listade i Catalogue of Life.